# Walter Spies
 Walter Spies est un peintre et musicien allemand né à Moscou le 15 décembre 1895, mort en mer au large de Sumatra le 19 janvier 1942.
Ses tableaux, comme ceux de Rudolf Bonnet, ont contribué à faire connaître Bali dans le monde au début du XXe siècle.

## Biographie

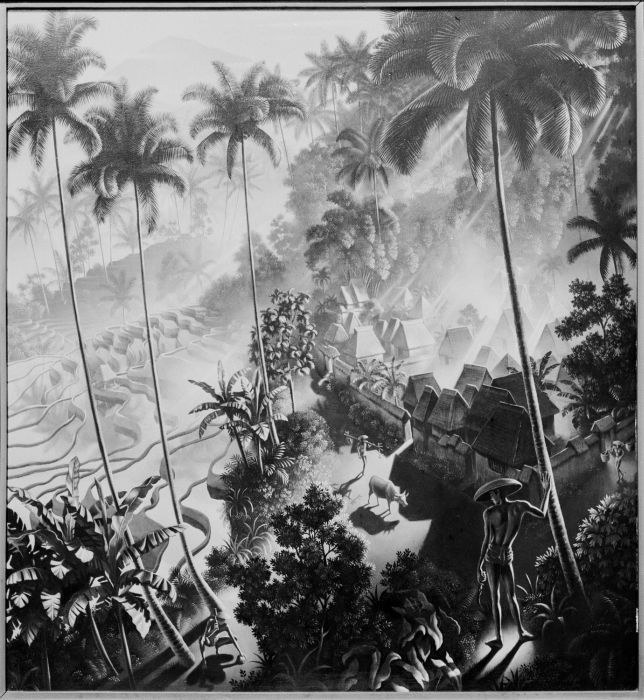
Tableau photographié en Indonésie, intitulé Iseh im Morgenlicht (Iseh à l'aube).

Walter Spies est né  à Moscou, où son père était consul d'Allemagne. En tant que citoyen allemand, il est interné dans l'Oural de 1915 à 1917. Dans cette région il est en contact avec la culture populaire. À son retour à Moscou, Maxime Gorki lui confie la réalisation de l'opéra de Donizetti Don Pasquale. Dans le Berlin des années 1920, il expose pour la première fois, et entre en contact avec Oskar Kokoschka. Avec son ami Murnau, il participe à la réalisation de films. 
Ayant trouvé les papiers d'identité d'un marin russe, il quitte Hambourg en 1923 pour les Indes néerlandaises où, après avoir été pianiste d'accompagnement de films muets à Batavia, il devient chef d'orchestre de la troupe de musique européenne du sultan de Yogyakarta dans le centre de Java. Il est séduit par la musique du gamelan. Il part ensuite pour Bali, où il s'établit dans le village d'Iseh (en), près du mont Agung. Là-bas, il crée le Kecak, une danse dans laquelle plusieurs rangées concentriques d'hommes assis en tailleur accompagnent les danseurs de cris rythmés « tchak ! tchak ! tchak ! ».
Il continue à peindre, ses tableaux séduisant des Européens tels Charlie Chaplin, qui offre une œuvre de Spies, The Deerhunt (1932), à Sir Edward Beddington-Behrens. Lors de la Seconde Guerre mondiale, sa nationalité allemande lui vaut d'être à nouveau interné par les Néerlandais. Il est transporté avec d'autres compatriotes à bord du Van Imhoff, coulé par l'aviation japonaise le 19 janvier 1942 au large de Sumatra. Les marins néerlandais auraient alors mis peu de bonne volonté à sauver les internés en train de se noyer.
Son frère Leo Spies (1899-1965) était compositeur, sa sœur Daisy Spies (1905-2000) danseuse et chorégraphe.

## Prix record de l'artiste
- Die Landschaft und ihre Kinder, 62 × 91 cm, Christie's Hong Kong, 27 octobre 27, 2002, lot 18, vendu pour 8 874 100 Hong Kong $ soit 1 137 996 US$.